# Parroquia del Sagrario (Málaga)
La parroquia del Sagrario es un templo situado en la ciudad de Málaga, España. Se trata de una iglesia levantada entre los siglos XV y XVIII, ubicada en el centro histórico, en calle Santa María. Es de estilo gótico isabelino y contiene un retablo plateresco. Fue una de las cuatro parroquias erigidas por los Reyes Católicos (junto con la iglesia de san Juan, la iglesia de Santiago y la iglesia de los Santos Mártires).
Es Bien de Interés Cultural desde 1931.
En su interior se encuentra, desde 1944, un retablo plateresco, obra de Juan de Balmaseda, proveniente de la iglesia de San Pedro de Becerril de Campos (Palencia).

## Historia
El proyecto ha sido atribuido por distintos autores a arquitectos como Enrique Egas o Juan Guas, siendo su construcción obra de fray Bernardo Manrique de Lara. Sus comienzos fueron difíciles, paralizándose las obras en el año 1525 y acabándose finalmente en el siglo XVIII. Se sabe que justo en esa época (siglo XVIII) se hubo de derribar el primer edificio por encontrarse en ruinas y se construyó de nuevo. La escalera de acceso fue derribada en 1862, para el paso de Isabel II, volviéndose a construir en los años 1940 por Enrique Mencía.
En 2020, durante una serie de sondeos que se estaban llevando en los cimientos del templo, se descubrieron restos paleocristianos, lo que certifica la presencia cristiana en las inmediaciones de la catedral desde muy temprana fecha.

## Portada

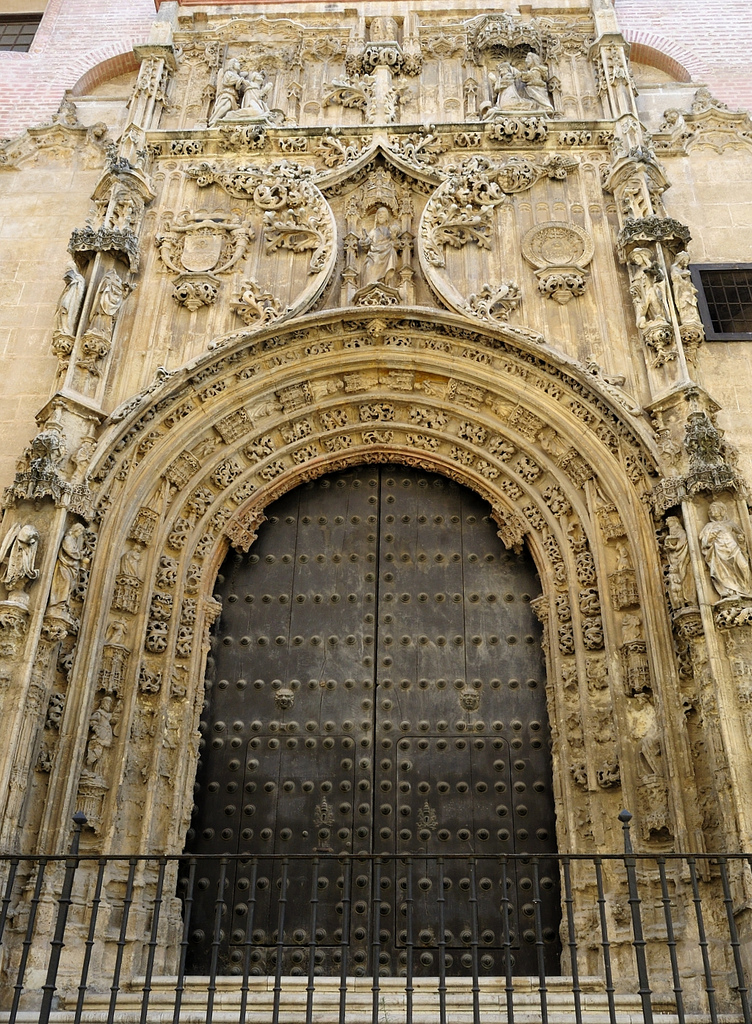
Portada gótica isabelina.

La portada gótica por la que se accede a la iglesia del Sagrario es la obra más antigua del conjunto catedralicio. Se cree que fue abierta en 1498 en la base del alminar de la vieja mezquita, bajo el mandato del primer obispo de Málaga, Diego Ramírez de Villaescusa. La portada es una obra maestra del gótico isabelino.

## Estructura
Actualmente, la iglesia tiene planta de las denominadas de cajón, con una única nave rectangular y cabecera plana. Su interior se encuentra cubierto con bóveda de cañón con arcos fajones y lunetos, donde resalta la rica ornamentación barroca dorada aplicada sobre las molduras y perfiles de las aristas. A los pies de los muros y a ambos lados se levantan pequeños retablos de tintes rococó muy elaborados, adosados a ellos, sobre los que cuelgan unos poco usuales cuadros de personajes religiosos de sección circular.

## Hermandades
•Hermandad del Mutilado (La Clemencia)